# Natural Resources Conservation Service
Natural Resources Conservation Service (NRCS), ranije poznat kao Soil Conservation Service (SCS) je agencija Ministarstva poljoprivrede Sjedinjenih Američkih Država (USDA), koja pruža tehničku pomoć poljoprivrednicima i drigim privatnim zemljoposednicima i upravnicima.
Ime agencije je promenjeno 1994. godine dok je predsednik bio Bil Klinton da bi odražavalo njenu širu misiju. Ovo je relativno mala agencija, sa trenutno oko 11.000 zaposlenih. Njena misija je poboljšanje, zaštita, i konzervacija prirodnih resursa na privatnim zemljišnjim posedima putem kooperativnog partnerstva sa državnim organima i lokalnom upravom. Dok je njen primarni fokus na poljoprivrednom zemljištu, ona je proizvela mnogobrojne tehničke doprinose u oblastima zemljišnog premeravanja, klasifikaciji zemljišta i poboljšanju kvaliteta vode.

## Spoljašnje veze
- Natural Resources Conservation Service - Official site